# Villa Busca Serbelloni
La villa Busca Serbelloni, detta anche La Palazzetta, è un edificio storico di Milano, situato in via Rombon, 41.

## Storia e descrizione
La villa fu costruita nel tardo XVII secolo in località "Dosso", in Lambrate superiore, in corrispondenza di un leggero rilievo nelle vicinanze del fiume Lambro. Questa zona divenne luogo di delizia per famiglie aristocratiche che all'epoca vi edificarono anche Villa Folli, in via Dardanoni, e la scomparsa "Villa delle Rose".
Nonostante il totale sconvolgimento del paesaggio nel corso del secondo dopoguerra con l'edificazione dei palazzi addossati all'edificio seicentesco che ha completamente perduto il giardino circostante, la villa ha mantenuto intatte le sue caratteristiche architettoniche. Il semplice parallelepipedo è movimentato dalle finestre dai leggeri riquadri a rilievo, e dal portico centrale a tre arcate sormontato da una loggia in pietra. Le grondaie in legname contribuiscono a conferirle un carattere rustico.
È soprannominata "la Garibaldina" in quanto ospitò Giuseppe Garibaldi per un paio di giorni nel 1862.